# Tschechische Grammatik
Die tschechische Grammatik ist das System, das die Strukturen der tschechischen Sprache beschreibt. Diese zeichnet sich durch einen flektierenden, fusionalen Sprachbau aus, welcher eine stark ausdifferenzierte Vielfalt von Endungen bei Substantiven, Adjektiven, Pronomen, Numeralien und Verben hervorbringt. Wesentliche Merkmale sind unter anderem die Verwendung von sieben Fällen in der Deklination sowie die Unterscheidung des Verbalaspekts.

## Substantive
Substantive sind in der Deklination nach Geschlecht (Genus), Zahl (Numerus) und Fall (Kasus) markiert.
Die drei Genera sind wie im Deutschen männlich, weiblich und sächlich. Das Geschlecht eines Substantivs kann häufig anhand seiner Endung abgeleitet werden. Es ist jedoch wichtig zu beachten, dass es eine Reihe von Ausnahmen gibt.
1. Maskulina
  - Enden häufig auf Konsonanten
  - Typische Endungen sind -ec, -el, -ák, ík, -ař und -íř
2. Feminina
  - Enden häufig auf -a
  - Typische Endungen sind -ka, -ice, -yně, -ost
3. Neutra
  - Enden häufig auf -o oder -í
  - Typische Endungen sind -ko, -um, -iště

Relikte der Numeruskategorie Dual (Zweizahl) sind in den Deklinationen der paarweise auftretenden Körperteile ruce ‚Hände‘, nohy ‚Beine‘, oči ‚Augen‘, uši ‚Ohren‘, ramena ‚Schultern‘, kolena ‚Knie‘ vorhanden. Auch das Tschechische kennt Pluralia tantum wie prázdniny ‚Ferien‘, hodinky ‚Armbanduhr‘ oder brýle ‚Brille‘ und Singularia tantum wie listí ‚Laub‘ oder uhlí ‚Kohle‘.

### Fälle
Das Tschechische unterscheidet sieben grammatikalische Fälle, die sich aus dem Urindogermanischen erhalten haben. Die ersten vier Fälle entsprechen weitgehend dem Deutschen. Den Vokativ hat das Tschechische von allen slawischen Sprachen am stärksten bewahrt und die Anrede im Vokativ ist die einzig mögliche. Der Lokativ tritt nur in Verbindung mit Präpositionen auf, kann also nicht für sich stehen. Der Instrumental dient der Bezeichnung eines Mittels für eine Handlung.
| Nummer | Fall (Kasus) | Fragewort               | Präpositionen (Auswahl)                                | Beispiel                | Übersetzung               |
| ------ | ------------ | ----------------------- | ------------------------------------------------------ | ----------------------- | ------------------------- |
| 1.     | Nominativ    | kdo?, co? (wer?, was?)  | —                                                      | Lenka spí               | Lenka schläft             |
| 2.     | Genitiv      | koho?, čeho? (wessen?)  | od (von), u (bei), bez (ohne), z (aus), vedle (neben)  | Bydlím vedle Lenky.     | Ich wohne neben Lenka.    |
| 3.     | Dativ        | komu?, čemu? (wem?)     | k (zu), kvůli (wegen), proti (gegen), vůči (gegenüber) | Podal Lence ruku.       | Er gab Lenka die Hand!    |
| 4.     | Akkusativ    | koho?, co? (wen?, was?) | pro (für), mimo (außer), skrz (durch)                  | Má Lenku rád.           | Er hat Lenka gern.        |
| 5.     | Vokativ      | —                       | —                                                      | Pojď Lenko!             | Komm Lenka!               |
| 6.     | Lokativ      | o kom?, o čem?          | o (um), při (bei), v (in)                              | Mluvíte o Lence?        | Sprecht ihr über Lenka?   |
| 7.     | Instrumental | kým?, čím?              | s (mit), před (vor), mezi (zwischen)                   | S Lenkou je to podobné. | Mit Lenka ist es ähnlich. |

Präpositionen verlangen immer einen bestimmten Fall. Bei mehrdeutigen Präpositionen können dies je nach Verwendung zwei oder drei verschiedene Fälle sein. Wie im Deutschen entscheidet bei lokalen Präpositionen die Frage nach dem Wohin? bzw. Wo? über die Verwendung des Falls. Bei zielgerichteten Ortsangaben folgt der Akkusativ (na stůl ‚auf den Tisch‘, pod zemi ‚unter die Erde‘), bei statischen Ortsangaben je nach Präposition der Lokativ (na stole ‚auf dem Tisch‘) oder der Instrumental (pod zemí ‚unter der Erde‘).

### Belebtheit
Beim männlichen Genus wird im Singular zusätzlich zwischen „belebt“ und „unbelebt“ unterschieden. Die Akkusativform von unbelebten Substantiven stimmt mit der Nominativform überein. Bei belebten Objekten stimmt der Akkusativ mit dem Genitiv überein. Die Belebtheitskategorie bezieht sich auf Lebewesen wie Personen, Tiere und fiktive Wesen. Pflanzen sind unbelebt. In gewissen Fällen entspricht die grammatische Kategorie jedoch nicht einer faktischen Belebtheit: sněhulák ‚Schneemann‘, strašák ‚Vogelscheuche‘, Oscar (der Filmpreis). Umgangssprachlich hat die Belebtheit auch eine expressive Funktion, etwa bei Automarken oder diesen Beispielen: vstřelit góla ‚ein Tor schießen‘, vypnout mobila ‚das Handy ausschalten‘.

### Deklinationsklassen
Die Substantiva werden verschiedenen Deklinationsklassen zugeordnet, sodass sich eine stark ausdifferenzierte Deklination mit einer Vielzahl möglicher Endungen ergibt. Dazu kommt eine Reihe von Ausnahmen bei einzelnen Wörtern, die auf archaische Formen zurückgehen.
|          | Fall | Harte Endung Muster hrad (Burg) 🏰 | Weiche Endung Muster stroj (Maschine) 🎰 |
| -------- | ---- | ---------------------------------- | ---------------------------------------- |
| Singular | 1    | hrad                               | stroj                                    |
| Singular | 2    | hradu / -a (1)                     | stroje                                   |
| Singular | 3    | hradu                              | stroji                                   |
| Singular | 4    | hrad                               | stroj                                    |
| Singular | 5    | hrade                              | stroji                                   |
| Singular | 6    | hradě / hradu (2)                  | stroji                                   |
| Singular | 7    | hradem                             | strojem                                  |
| Plural   | 1    | hrady                              | stroje                                   |
| Plural   | 2    | hradů                              | strojů                                   |
| Plural   | 3    | hradům                             | strojům                                  |
| Plural   | 4    | hrady                              | stroje                                   |
| Plural   | 5    | hrady                              | stroje                                   |
| Plural   | 6    | hradech                            | strojích                                 |
| Plural   | 7    | hrady                              | stroji                                   |

|          | Fall | Harte Endung Muster pán (Herr) 👨‍💼 | Weiche Endung Muster muž (Mann) 🙋‍♂️ | Endung -a Muster předseda (Vorsitzender) 👮‍♂️ | Endung -e Muster soudce (Richter) 👨‍⚖️ |
| -------- | ---- | --------------------------------- | ---------------------------------- | ------------------------------------------- | ------------------------------------ |
| Singular | 1    | pán                               | muž                                | předseda                                    | soudce                               |
| Singular | 2    | pána                              | muže                               | předsedy                                    | soudce                               |
| Singular | 3    | pánovi / pánu (3)                 | muži / mužovi (3)                  | předsedovi                                  | soudci / soudcovi (3)                |
| Singular | 4    | pána                              | muže                               | předsedu                                    | soudce                               |
| Singular | 5    | pane                              | muži                               | předsedo                                    | soudci                               |
| Singular | 6    | pánovi / pánu (3)                 | muži / mužovi (3)                  | předsedovi                                  | soudci / soudcovi (3)                |
| Singular | 7    | pánem                             | mužem                              | předsedem                                   | soudcem                              |
| Plural   | 1    | pánové / páni (4)                 | muži / mužové (4)                  | předsedové                                  | soudci / soudcové (4)                |
| Plural   | 2    | pánů                              | mužů                               | předsedů                                    | soudců                               |
| Plural   | 3    | pánům                             | mužům                              | předsedům                                   | soudcům                              |
| Plural   | 4    | pány                              | muže                               | předsedy                                    | soudce                               |
| Plural   | 5    | páni                              | muži                               | předsedové                                  | soudci                               |
| Plural   | 6    | pánech                            | mužích                             | předsedech                                  | soudcích                             |
| Plural   | 7    | pány                              | muži                               | předsedy                                    | soudci                               |

|          | Fall | Endung -a Muster žena (Frau) 🙋‍♀️ | Endung -e Muster růže (Rose) 🌹 | Weiche Endung Muster píseň (Lied) 🎶 | Harte Endung Muster kost (Knochen) 🦴 |
| -------- | ---- | ------------------------------- | ------------------------------- | ------------------------------------ | ------------------------------------- |
| Singular | 1    | žena                            | růže                            | píseň                                | kost                                  |
| Singular | 2    | ženy                            | růže                            | písně                                | kosti                                 |
| Singular | 3    | ženě                            | růži                            | písni                                | kosti                                 |
| Singular | 4    | ženu                            | růži                            | píseň                                | kost                                  |
| Singular | 5    | ženo                            | růže                            | píseň                                | kost                                  |
| Singular | 6    | ženě                            | růži                            | písni                                | kost                                  |
| Singular | 7    | ženou                           | růží                            | písní                                | kostí                                 |
| Plural   | 1    | ženy                            | růže                            | písně                                | kosti                                 |
| Plural   | 2    | žen (5)                         | růží / -Ø (6)                   | písní                                | kostí                                 |
| Plural   | 3    | ženám                           | růžím                           | písním                               | kostím                                |
| Plural   | 4    | ženy                            | růže                            | písně                                | kosti                                 |
| Plural   | 5    | ženy                            | růže                            | písně                                | kosti                                 |
| Plural   | 6    | ženách                          | růžích                          | písních                              | kostích                               |
| Plural   | 7    | ženami                          | růžemi                          | písněmi                              | kostmi                                |

|          | Fall | Endung -o Muster město (Stadt) 🏘️ | Endung -e Muster moře (Meer) 🌊 | Endung -e (7) Muster kuře (Küken) 🐤 | Endung -í Muster stavení (Gebäude) 🏛️ |
| -------- | ---- | --------------------------------- | ------------------------------- | ------------------------------------ | ------------------------------------- |
| Singular | 1    | město                             | moře                            | kuře                                 | stavení                               |
| Singular | 2    | města                             | moře                            | kuřete                               | stavení                               |
| Singular | 3    | městě                             | moři                            | kuřeti                               | stavení                               |
| Singular | 4    | město                             | moře                            | kuře                                 | stavení                               |
| Singular | 5    | město                             | moře                            | kuře                                 | stavení                               |
| Singular | 6    | městě / městu (8)                 | moři                            | kuřeti                               | stavení                               |
| Singular | 7    | městem                            | mořem                           | kuřetem                              | stavením                              |
| Plural   | 1    | města                             | moře                            | kuřata                               | stavení                               |
| Plural   | 2    | měst (9)                          | moří                            | kuřat                                | stavení                               |
| Plural   | 3    | městům                            | mořím                           | kuřatům                              | stavením                              |
| Plural   | 4    | města                             | moře                            | kuřata                               | stavení                               |
| Plural   | 5    | města                             | moře                            | kuřata                               | stavení                               |
| Plural   | 6    | městech                           | mořích                          | kuřatech                             | staveních                             |
| Plural   | 7    | městy                             | moři                            | kuřaty                               | staveními                             |

## Adjektive

### Deklination
Adjektive werden wie Substantive in Kasus, Numerus und Genus unterschieden. Sie passen sich dabei in allen drei Eigenschaften an das Substantiv an, auf welches sie sich beziehen (KNG-Kongruenz).
|          | Fall | Hart Muster mladý (jung) | Hart Muster mladý (jung) | Hart Muster mladý (jung) | Weich Muster jarní (Frühlings-) | Weich Muster jarní (Frühlings-) | Weich Muster jarní (Frühlings-) |
| männlich | Fall | weiblich                 | sächlich                 | männlich                 | weiblich                        | sächlich                        |                                 |
| -------- | ---- | ------------------------ | ------------------------ | ------------------------ | ------------------------------- | ------------------------------- | ------------------------------- |
| Singular | 1    | mladý                    | mladá                    | mladé                    | jarní                           | jarní                           | jarní                           |
| Singular | 2    | mladého                  | mladé                    | mladého                  | jarního                         | jarní                           | jarního                         |
| Singular | 3    | mladému                  | mladé                    | mladému                  | jarnímu                         | jarní                           | jarnímu                         |
| Singular | 4    | mladého / mladý ∗        | mladou                   | mladé                    | jarního / jarní ∗               | jarní                           | jarní                           |
| Singular | 5    | mladý                    | mladá                    | mladé                    | jarní                           | jarní                           | jarní                           |
| Singular | 6    | mladém                   | mladé                    | mladém                   | jarním                          | jarní                           | jarním                          |
| Singular | 7    | mladým                   | mladou                   | mladým                   | jarním                          | jarní                           | jarním                          |
| Plural   | 1    | mladí / mladé ∗          | mladé                    | mladá                    | jarní                           | jarní                           | jarní                           |
| Plural   | 2    | mladých                  | mladých                  | mladých                  | jarních                         | jarních                         | jarních                         |
| Plural   | 3    | mladým                   | mladým                   | mladým                   | jarním                          | jarním                          | jarním                          |
| Plural   | 4    | mladé                    | mladé                    | mladá                    | jarní                           | jarní                           | jarní                           |
| Plural   | 5    | mladí / mladé ∗          | mladé                    | mladá                    | jarní                           | jarní                           | jarní                           |
| Plural   | 6    | mladých                  | mladých                  | mladých                  | jarních                         | jarních                         | jarních                         |
| Plural   | 7    | mladými                  | mladými                  | mladými                  | jarními                         | jarními                         | jarními                         |

### Steigerung
Tschechische Adjektive bilden einen Komparativ, von welchem sich der Superlativ ausnahmslos durch die Vorsilbe nej- ableitet. Die verbreitetste Endung zur Bildung des Komparativs ist ‑ejší bzw. ‑ější. Einige Adjektive bilden die Steigerung mit der Endung ‑ší (Zum Beispiel mladý ‚jung‘, hladký ‚glatt‘, sladký ‚süß‘, nizký ‚niedrig‘, suchý ‚trocken‘). Eine kleine Gruppe zweisilbiger Adjektive mit der Endung ‑ký bildet den Komparativ auf -čí (zum Beispiel lehký ‚leicht‘, hezký ‚schön‘, tenký ‚dünn‘). Einige häufig benutzte Adjektive bilden unregelmäßige Komparativformen.
| Adjektiv                 | Komparativ             | Superlativ             | Übersetzung |
| Regelmäßige Steigerung   | Regelmäßige Steigerung | Regelmäßige Steigerung |             |
| ------------------------ | ---------------------- | ---------------------- | ----------- |
| veselý                   | veselejší              | nejveselejší           | lustig      |
| mladý                    | mladší                 | nejmladší              | jung        |
| lehký                    | lehčí                  | nejlehčí               | leicht      |
| Unregelmäßige Steigerung |                        |                        |             |
| dlouhý                   | delší                  | nejdelší               | lang        |
| malý                     | menší                  | nejmenší               | klein       |
| velký                    | větší                  | největší               | groß        |
| dobrý                    | lepší                  | nejlepší               | gut         |
| špatný                   | horší                  | nejhorší               | schlecht    |

Ähnlich wie im Deutschen kann die Steigerung einer Eigenschaft auch durch das Voranstellen von více ‚mehr‘ oder méně ‚weniger‘ bzw. nejvíce ‚am meisten‘, nejméně ‚am wenigsten‘ ausgedrückt werden.

### Possesivadjektive
Possessivadjektive werden von Substantiven abgeleitet, die ein einzelnes Individuum bezeichnen (in der Regel eine Person, selten auch ein Tier).
- Die männliche Form wird auf ‑ův/‑ova/-ovo gebildet: Karlův most ‚Karlsbrücke‘, otcova smrt ‚Vaters Tod‘, Schrödingerova kočka ‚Schrödingers Katze‘, Tylovo naměstí ‚Tyl-Platz‘.
- Die weibliche Form wird auf -in/-ina/-ino gebildet:, sestřin kabát ‚der Mantel der Schwester‘, Pandořina skříňka ‚Büchse der Pandora‘, Janini sourozenci ‚Janas Geschwister‘.

## Adverbien
Das vom Adjektiv abgeleitete Adverb hat meist die Endung -e,-ě. Bei der Ableitung von Adjektiven, die auf -ký enden, endet das Adverb auf -ce, häufig auch auf -o. Enden die Adjektive auf -ský oder cký, enden die Adverbien mit -y: lidský / lidsky ‚menschlich‘, německý / německy ‚deutsch‘.
Adverbien können wie Adjektive gesteigert werden. Die Steigerung erfolgt in der Regel durch Anhängen der Nachsilbe -eji. Davon wird wie bei den Adjektiven der Superlativ durch die Vorsilbe nej- vor dem Wortstamm gebildet. Beispiel: rychle / rychleji / nejrychleji ‚schnell‘. Unregelmäßige Formen sind beispielsweise:
- dobře / lépe – ‚gut / besser‘
- špatně /⁠⁠⁠ hůř – ‚schlecht / schlechter‘
- brzy /⁠⁠⁠ dřív – ‚bald / früher‘
- dlouho /⁠⁠⁠ déle – ‚lang / länger‘
- vysoko /⁠⁠⁠ výš – ‚hoch / höher‘

## Pronomen

### Personalpronomen
Da die Person des Subjekts eindeutig aus dem Verb ablesbar ist, werden die Personalpronomen im 1. Fall (já, ty,…) nicht verwendet, außer zur ausdrücklichen Hervorhebung. Im 2., 3. und 4. Fall existieren teilweise Kurzformen (mi, tě, ti, ho, mu), die in neutralen Kontexten verwendet werden, wenn das Objekt nicht hervorgehoben werden soll. Sie stehen niemals am Satzanfang oder nach einer Präposition.
In der 3. Person werden die Formen, die mit j- beginnen, ohne Präpositionen verwendet, während die Formen, die mit n- beginnen immer in Verbindung mit einer Präpositionen stehen. Da der 6. Fall immer eine Präposition verlangt, existiert hier keine mit j- beginnende Form.
|          | Fall | 1. Person | 2. Person | 3. Person        | 3. Person   | 3. Person        | Reflexivum |
| männlich | Fall | 1. Person | 2. Person | weiblich         | sächlich    |                  | Reflexivum |
| -------- | ---- | --------- | --------- | ---------------- | ----------- | ---------------- | ---------- |
| Singular | 1    | já        | ty        | on               | ona         | ono              | —          |
| Singular | 2    | mě        | tě / tebe | ho / jeho / něho | jí / ní     | ho / jeho / něho | sebe       |
| Singular | 3    | mi / mně  | ti / tebe | mu / jemu / němu | jí / ní     | mu / jemu / němu | si / sobě  |
| Singular | 4    | mě        | tě / tebe | ho / jeho / něho | ji / ni     | ho / jeho / něho | se / sebe  |
| Singular | 5    | —         | ty        | —                | —           | —                | —          |
| Singular | 6    | mně       | tobě      | něm              | ní          | něm              | sobě       |
| Singular | 7    | mnou      | tebou     | jím / ním        | jí / ní     | jím / ním        | sebou      |
| Plural   | 1    | my        | vy        | oni / ony ∗      | ony         | ona              | —          |
| Plural   | 2    | nás       | vás       | jich / nich      | jich / nich | jich / nich      | sebe       |
| Plural   | 3    | nám       | vám       | jim / nim        | jim / nim   | jim / nim        | si / sobě  |
| Plural   | 4    | nás       | vás       | je / ně          | je / ně     | je / ně          | se / sebe  |
| Plural   | 5    | my        | vy        | —                | —           | —                | —          |
| Plural   | 6    | nás       | vás       | nich             | nich        | nich             | sobě       |
| Plural   | 7    | námi      | vámi      | jimi / nimi      | jimi / nimi | jimi / nimi      | sebou      |

Wenn sich ein Pronomen auf das Subjekt des Satzes bezieht, wird anders als im Deutschen in jeder grammatikalischen Person das Reflexivpronomen verwendet.
- Vidím se. ‚Ich sehe mich (selbst).‘ vs. Vidíš mě ‚Du siehst mich.‘
- Vidí se. ‚Er sieht sich.‘ vs. Vidí ho. ‚Er sieht ihn.‘

### Possessivpronomen
Die Possessivpronomen der ersten Person Singular (můj / má / mé ‚mein(er) / meine / mein(es)‘) und der zweiten Person Singular (tvůj / tvá / tvé ‚dein(er) / deine / dein(es)‘) deklinieren wie Adjektive, ebenso das Reflexivum (svůj / svá / své). Daneben existieren in einigen Fällen (weiblich, sächlich, Plural) die gleichwertigen Formen moje, tvoje, svoje, welche pronominal deklinieren.
Die Formen der ersten und zweiten Person Plural (náš / naše / naše ‚unser(er) / unsere / unser(es)‘ bzw. váš / vaše / vaše ‚euer...‘) haben eine eigene pronominale Deklination.
In der dritten Person wird nur die weibliche Form její ‚ihr(er) / ihre / ihr(es)‘ wie ein Adjektiv nach dem Muster jarní dekliniert. Die männliche und sächliche Form jeho ‚sein‘ und die Pluralform für alle Genera jejich sind nicht flektierbar.

### Demonstrativpronomen
Das Demonstrativpronomen ten / ta / to ‚dieser / diese / dieses‘ kann die Funktion des nicht existierenden bestimmten Artikels übernehmen, insbesondere in der gesprochenen Sprache. Aus der Verwendung der Demonstrativa in der Umgangssprache entwickelten sich in den germanischen und romanischen Sprachen die Artikel.
|          | Fall | männlich     | weiblich | sächlich |
| -------- | ---- | ------------ | -------- | -------- |
| Singular | 1    | ten          | ta       | to       |
| Singular | 2    | toho         | té       | toho     |
| Singular | 3    | tomu         | té       | tomu     |
| Singular | 4    | toho / ten ∗ | tu       | to       |
| Singular | 5    | —            | —        | —        |
| Singular | 6    | tom          | té       | tom      |
| Singular | 7    | tím          | tou      | tím      |
| Plural   | 1    | ti / ty ∗    | ty       | ta       |
| Plural   | 2    | těch         | těch     | těch     |
| Plural   | 3    | těm          | těm      | těm      |
| Plural   | 4    | ty           | ty       | ta       |
| Plural   | 5    | —            | —        | —        |
| Plural   | 6    | těch         | těch     | těch     |
| Plural   | 7    | těmi         | těmi     | těmi     |

## Verben

### Konjugationsklassen
Die tschechischen Verben werden in fünf Konjugationsklassen eingeteilt, die sich nach der Endung in der 3. Person Singular eindeutig zuordnen lassen. Anhand der Infinitivstämme lassen sich die ersten vier Klassen noch in einzelne Muster untergliedern, die sich im Detail unterscheiden. Die Infinitivform aller tschechischen Verben endet auf -t.
| Infinitiv           | nést ‚tragen‘ | tisknout ‚drücken‘ | kupovat ‚kaufen‘ | prosit ‚bitten‘ | dělat ‚machen‘ |
| ------------------- | ------------- | ------------------ | ---------------- | --------------- | -------------- |
| 1. P. Sg.           | nesu          | tisknu             | kupuji           | prosím          | dělám          |
| 2. P. Sg.           | neseš         | tiskneš            | kupuješ          | prosíš          | děláš          |
| 3. P. Sg.           | nese          | tiskne             | kupuje           | prosí           | dělá           |
| 1. P. Pl.           | neseme        | tiskneme           | kupujeme         | prosíme         | děláme         |
| 2. P. Pl.           | nesete        | tisknete           | kupujete         | prosíte         | děláte         |
| 3. P. Pl.           | nesou         | tisknou            | kupují           | prosí           | dělají         |
| Imperativ 2. P. Sg. | nes!          | tiskni!            | kupuj!           | pros!           | dělej!         |
| PPA (L-Partizip)    | nesl          | tiskl              | kupoval          | prosil          | dělal          |
| PPP                 | nesen         | tisknut            | kupován          | prošen          | dělán          |

Unregelmäßige Fromen weisen folgende Verben auf, sowie alle davon mit Vorsilben abgeleiteten Formen: být ‚sein‘, mít ‚haben‘, jít ‚gehen‘, jet ‚fahren‘, jíst ‚essen‘, sníst ‚aufessen‘, vidět ‚sehen‘, vědět ‚wissen‘, chtít ‚wollen‘, stát ‚stehen‘.
| Infinitiv           | být ‚sein‘ | mít ‚haben‘ | jít ‚gehen‘ | jíst ‚essen‘ | chtít ‚wollen‘ | stát ‚stehen‘ |
| ------------------- | ---------- | ----------- | ----------- | ------------ | -------------- | ------------- |
| 1. P. Sg.           | jsem       | mám         | jdu         | jím          | chci           | stojím        |
| 2. P. Sg.           | jsi        | máš         | jdeš        | jíš          | chceš          | stojíš        |
| 3. P. Sg.           | je         | má          | jde         | jí           | chce           | stojí         |
| 1. P. Pl.           | jsme       | máme        | jdeme       | jíme         | chceme         | stojíme       |
| 2. P. Pl.           | jste       | máte        | jdete       | jíte         | chcete         | stojíte       |
| 3. P. Pl.           | jsou       | mají        | jdou        | jedí         | chtějí         | stojí         |
| Imperativ 2. P. Sg. | buď!       | měj!        | jdi!        | jez!         | chtěj!         | stůj!         |
| PPA (L-Partizip)    | byl        | měl         | šel         | jedl         | chtěl          | stál          |
| PPP                 | —          | —           | jit         | jeden        | chtěn          | —             |

### Aspekt
Wie in anderen slawischen Sprachen drücken die tschechischen Verben entweder den vollendeten (perfektiven) oder unvollendeten (imperfektiven) Aspekt aus. Der imperfektive Aspekt beschreibt den Verlauf oder die Wiederholung einer Handlung. Der perfektive Aspekt beschreibt abgeschlossene, einmalige Handlungen. In der Regel bilden zwei Verben ein Aspektpaar.
- začít (pf.) – začínat (imp.) ‚beginnen‘
- umřít (pf.) – umírat (imp.) ‚sterben‘
- bodnout (pf.) – bodat (imp.) ‚stechen‘

Für die Bildung von Aspektpaaren gibt es keine einheitliche Regel, in Ausnahmefällen gehen sie sogar auf einen unterschiedlichen Wortstamm zurück und sind nicht voneinander ableitbar:
- vzít (pf.) – brát (imp.) ‚nehmen‘
- naložit (pf.) – nakládat (imp.) ‚aufladen‘

Imperfektive Verben leiten sich häufig durch ein Suffix mit dem Bestandteil -va- aus ihrem perfektiven Gegenstück ab:
- dát (pf.) → dávat (imp.)
- koupit (pf.) → kupovat (imp.)
- zakrýt (pf.) → zakrývat (imp.)

Sehr häufig werden umgekehrt perfektive Verben mit Hilfe von Präfixen aus imperfektiven Verben abgeleitet. Einige Präfixe ändern die Bedeutung des Verbs nicht, sie haben eine rein perfektivierende Funktion:
- dělat (imp.) → udělat (pf.) – ‚machen‘
- psát (imp.) → napsat (pf.) – ‚schreiben‘

Wenn ein Präfix die Bedeutung des ursprünglichen imperfektiven Verbs modifiziert, ist es möglich aus dem perfektiven Verb wiederum durch Suffigierung ein imperfektives Verb (zweiten Grades) zu bilden.
- dělat (imp.) → dodělat (pf.) → dodělávat (imp.) – ‚machen‘ vs. ,fertig machen‘
- psát (imp.) → přepsat (pf.) → přepisovat (imp.) – ‚schreiben‘ vs. ‚umschreiben‘

Die Vorsilbe pře- verändert die Bedeutung des Verbs psát von ‚schreiben‘ zu ‚umschreiben‘, woraus die Notwendigkeit der Bildung einer neuen imperfektiven Form přepisovat entsteht. Dementsprechend existiert von der neutralen perfektiven Form napsat keine imperfektive Variante mit der Vorsilbe na-.
Es gibt auch Verben, die sowohl den vollendeten als auch den unvollendeten Aspekt ausdrücken: obětovat ‚opfern‘, jmenovat ‚ernennen‘, informovat ‚informieren‘ etc.

### Zeitformen
Die tschechischen Verben drücken drei Zeitformen aus, Vergangenheit (Präteritum), Gegenwart (Präsens) und Zukunft (Futur). Zwischen Aspekt und Tempus besteht eine enge Wechselbeziehung. Nur imperfektive bilden ein Präsens. Perfektive Verben drücken die Abgeschlossenheit einer Handlung aus, sie können also nicht das Präsens ausdrücken. Ihre Präsensform beschreibt zukünftige Handlungen (Futur). Das Futur von imperfektiven Verben wird zusammengesetzt aus der Futurform des Hilfsverbs být ‚sein‘ (budu, budeš, bude, budeme, budete, budou) und dem Infinitiv.
Das Präteritum setzt sich ebenfalls aus dem Hilfsverb být ‚sein‘ (jsem, jsi,...) und dem Partizip Perfekt Aktiv zusammen. Da es immer auf -l endet wird es auch L-Partizip genannt. Die Endung des L-Partizips muss mit dem Subjekt kongruent sein:
|          | männlich belebt | männlich unbelebt | weiblich | sächlich |
| -------- | --------------- | ----------------- | -------- | -------- |
| Singular | -l              | -l                | -la      | -lo      |
| Plural   | -li             | -ly               | -ly      | -la      |

In der dritten Person entfällt das Hilfsverb: Pracoval(a) jsem. ‚Ich habe gearbeitet.‘ – Pracoval(a). ‚Er (sie) hat gearbeitet‘. Umgangssprachlich wird in der 2. Person das Hilfsverb jsi zu -s verkürzt: Pracoval(a) jsi. → Pracoval(a)s. ‚Du hast gearbeitet.‘
Die folgende Tabelle zeigt anhand des Aspektpaares (u)dělat beispielhaft die verschiedenen Zeitformen im vollendeten und unvollendeten Aspekt für ein Subjekt in der 1. Person Singular:
|               | perfektiv      | imperfektiv   | Übersetzung      |
| ------------- | -------------- | ------------- | ---------------- |
| Zukunft       | udělám         | budu dělat    | ich werde machen |
| Gegenwart     | —              | dělám         | ich mache        |
| Vergangenheit | udělal(a) jsem | dělal(a) jsem | ich habe gemacht |

Die Formen des Plusquamperfekts sind veraltet und werden praktisch nicht mehr verwendet. Es setzt sich aus dem Hilfsverb být ‚sein‘ im Präteritum und dem L-Partizip zusammen, enthält also das L-Partizip zwei Mal:
- Když přišla, já už jsem byl odešel. ‚Als sie kam, war ich schon gegangen.‘

### Passiv
Das Passiv wird mit dem Hilfsverb být ‚sein‘ und dem Partizip Perfekt Passiv gebildet. Auch dieses Partizip muss mit dem Subjekt übereinstimmen. Während das Deutsche Vergangenheit und Passiv anhand der Hilfsverben sein und werden unterscheidet, verwendet das Tschechische (wie auch anderen slawischen Sprachen) unterschiedliche Partizipien:
- Slyšel(a) jsem. ‚Ich habe gehört‘ vs. Jsem slyšen(a). ‚Ich werde gehört.‘

Das Agens wird in Passivsätzen mit dem 7. Fall ausgedrückt:
- Ředitel vede podník. → Podnik je veden ředitelem. ‚Der Direktor leitet das Unternehmen‘ → ‚Das Unternehmen wird vom Direktor geleitet.‘

Das Passiv kann, im Unterschied zum Aktiv, auch bei vollendeten Verben in allen drei Zeitformen stehen:
- Dopis byl napsán. ‚Der Brief wurde geschrieben.‘
- Dopis je napsán. ‚Der Brief wird geschrieben.‘
- Dopis bude napsán. ‚Der Brief wird geschrieben werden.‘[25]

Die Passivformen gelten als gehoben und werden seltener verwendet als im Deutschen. Häufig anzutreffen sind Ersatzkonstruktionen mit dem Rückbezüglichen Pronomen se ‚sich‘:
- Produkt je vyráběn v Číně. = Produkt se vyrábí v Číně. ‚Das Produkt wird in China hergestellt.‘

### Konditional
Der Konditional wird ähnlich verwendet wie der deutsche Konjunktiv II.
- Um hypothetische, eingeschränkte oder irreale Bedingungen auszudrücken: Kdybych neměl službu, ani chvíli bych nezůstal. ‚Wenn ich nicht Dienst hätte, würde ich keinen Sekunde hier bleiben‘
- Um ein Geschehen zu beschreiben, das anders hätte ablaufen sollen: Kdyby mi to byl řekl včas, byl bych mu to odpustil. ‚Wenn er es mir rechtzeitig gesagt hätte, hätte ich ihm verziehen.‘
- Als Höflichkeitsform: Mohl byste prosím otevřít okno? ‚Könnten Sie bitte das Fenster öffnen?‘
- Um einen Wunsch auszudrücken: Já bych tak rád jel k moři. ‚Ich würde so gern ans Meer fahren.‘[26]

Der Konditional der Vergangenheit (zweiter Beispielsatz oben) wird in der Alltagssprache praktisch kaum mehr verwendet und durch den Konditional der Gegenwart ersetzt.
|           | Konditional der Gegenwart | Konditional der Gegenwart | Konditional der Vergangenheit | Konditional der Vergangenheit |
| --------- | ------------------------- | ------------------------- | ----------------------------- | ----------------------------- |
| 1. P. Sg. | nesl(a) bych              | koupil(a) bych si         | byl(a) bych nesl(a)           | byl(a) bych si koupil(a)      |
| 2. P. Sg. | nesl(a) bys               | koupil by sis (1)         | byl(a) bys nesl(a)            | byl(a) by sis koupil(a)       |
| 3. P. Sg. | nesl(a) by                | koupil(a) by si           | byl(a) by nesl(a)             | byl(a) by si koupil(a)        |
| 1. P. Pl. | nesli bychom              | koupili bychom si         | byli bychom nesli             | byli bychom si koupili        |
| 2. P. Pl. | nesli byste               | koupili byste si          | byli byste nesli              | byli byste si koupili         |
| 3. P. Pl. | nesli by                  | koupili by si             | byli by nesli                 | byli by si koupili            |

## Syntax
Das Tschechische ist eine Subjekt-Verb-Objekt-Sprache und erlaubt eine relativ freie Wortstellung im Satz, die jedoch mit einer Hervorhebung unterschiedlicher Satzglieder einhergeht. Dadurch werden bekannte Informationen (Thema) von neuen (Rhema) unterschieden. Das Thema steht dabei am Satzanfang, das Rhema am Ende.
- Jan včera koupil ženě kytici. ‚Jan hat gestern einen Blumenstrauß für seine Frau gekauft.‘ (keine Pralinen)
- Jan včera koupil kytici ženě. ‚Jan hat gestern einen Blumenstrauß für seine Frau gekauft.‘ (nicht für seine Mutter)
- Jan koupil kytici ženě včera. ‚Jan hat gestern einen Blumenstrauß für seine Frau gekauft.‘ (nicht heute)
- Jan včera kytici ženě koupil. ‚Jan hat gestern einen Blumenstrauß für seine Frau gekauft.‘ (nicht gepflückt)
- Ženě včera kytici koupil Jan. ‚Jan hat gestern einen Blumenstrauß für seine Frau gekauft.‘ (kein anderer)

Auch das Deutsche kennt die Variation der Wortstellung, um unterschiedliche Nuancen auszudrücken (‚Ich gehe heute ins Kino‘ vs. ‚Heute gehe ich ins Kino‘). Der Beispielsatz oben zeigt jedoch die deutlich ausgeprägtere Thema-Rhema-Gliederung des Tschechischen. In der gesprochenen Sprache kann auch auf Tschechisch das Rhema nur durch den Satzakzent hervorgehoben werden. Dann muss es nicht an das Satzende gereiht werden.
Da auf Tschechisch keine Artikel existieren, sondern die Thema-Rhema-Gliederung über die Bestimmtheit und Unbestimmtheit eines Satzglieds Auskunft gibt, kann die Wortstellung des Satzes Slunce je hvězda nicht verändert werden, anders als im Deutschen: ‚Ein Stern ist die Sonne.‘